# 海洋保育運動

全球海洋水域動畫地圖

海洋保育運動乃是非政府組織以及一般大眾們為了要改善海洋保育相關問題而展開的社會性或政治性的行動。海洋保育是生態系保育的重要策略之一，行動主義者會喚起大眾對於保育的支持，並推動政府與企業在海洋環境的污染與破壞上進行改革，諸如推動海洋保育的法案或政策、加強海洋保育的規範與取締。在海洋保育運動這個議題之中，有許多各種不同的組織與機構單位都朝著一致的目標努力邁進。透過倡議各種停止污染、過度捕撈、捕鯨、混獲的行為、以及畫制海洋保護區的方式，這些組織或機構單位讓海洋保育運動的效果持續擴散、發展。

## 歷史

### 美國
儘管美國的環境保護運動從1960年代就開始了，海洋保育的概念卻直到1972年的海洋保護、研究與保護區法（MPRSA）通過之後，方才真正成形。此法案允許美国国家环境保护局規範對海洋傾倒廢棄物的行為。然而此法後來遭到更修，但此次立法仍是讓海洋保育議題浮上美國環保相關議題檯面上的重要事件之一。

### 中華民國
臺灣的海洋保育始自1980年代末期。《野生動物保育法》於1989年制定，而政府及民間也開始注意並陸續成立相關保育團體，比如中華民國自然生態保育協會、荒野保護協會及中華鯨豚協會。
海岸汙染防制從官方開始宣導淨灘活動，行政院環境保護署於1997年開始推動《海岸地區環境清潔維護計畫》，在全國各海岸發動如救國團和中華民國野鳥學會等團體及附近民眾參與淨灘活動，比如1998年由行政院青輔會於國際海洋日前一日發起淨灘活動，後來民間成立關懷海洋環境的友好組織，進而發展讓一般大眾了解海洋保育的重要。諸如黑潮海洋文教基金會於2000年開始發展的淨灘行動，臺灣對於太平洋的國際污染物的觀測持續進行關心。然而在台灣海洋保育並沒有進行通盤的管制，僅能依照不同的法源、計畫、或行政規範（如《國家公園法》、《文化資產保存法》、《加強野生動物保育方案》、《臺灣沿海地區自然環境保護計畫》、《發展觀光條例》、《漁業法》等），針對部分特定海域進行管制，但各地管理取締落實的程度不一而足。

## 國際性議題

### 廢棄物問題

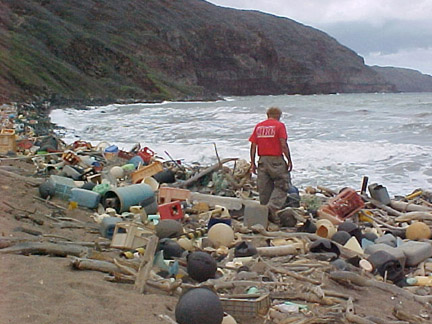
在夏威夷一處海岸上的海洋廢棄物

沿海岸線和水底下之廢棄殘骸是許多環保人士所關注之一。這對海洋生物構成了極大的威脅，因為許多動物把廢棄物之碎片混淆成獵物，或無意間地成為糾纏在裡面，在長時間缺氧下窒息而死亡。有267種生物導致受傷、攝入或糾纏而死。海洋保護協會，前身為海洋保育中心，是專門改善與保護海洋生物的組織。在其他海洋的問題，在團體的奮鬥下使沿海岸線與水底下的碎片不斷減少。於海岸一帶進行管理、潔淨水質、海洋哺乳動物保護法案通過的同一年時間，海洋保護協會是透過教育和科學為基礎之行動促進健康的海洋生態系統的意圖。
成立於1986年在得克薩斯州，國際海岸清潔運動（ ICC）是由小組每年提出重大努力。該次活動是由政府所經營之環境保護局以及其他機構共同支持；每年發生在九月第三週的星期六，是所有環境清理的重大事件，得克薩斯州是第一個清理的地區。只有2800人開始，沿122英里海岸線挑起近124噸的廢棄物碎片；於2005年，吸引了超過15萬8千人，在美國境內挑起2000噸垃圾。自1989年起此事件至2005年已經超過30萬人的國際志工並出現了來自88個不同國家，收集將近4,000噸垃圾。
此事件本身既清理海岸線和海洋週邊，並提供廢棄物類型之詳細資訊；該成果用於針對海洋生態報告。不僅可用於廣泛針對海洋廢棄物議題，並影響了對整體所有之程度，做出對本地與國際間所積極的改變性教育。
國際海洋保育運動已成功收集對海洋廢棄物的認識。僅在短短的20年中，在海洋保護協會的努力下，已經獲得了數千名全世界支持者支持。作為一個組織，該團體做出了研究而有時會導致人民要求改變政府之政策。隨著美國海洋政策委員會海洋保護協會之一份報告書針對於2005年的海洋的健康狀況。很明顯地有可能將對社會及政府之政策產生具有影響的能力。

### 鯨豚濫捕問題

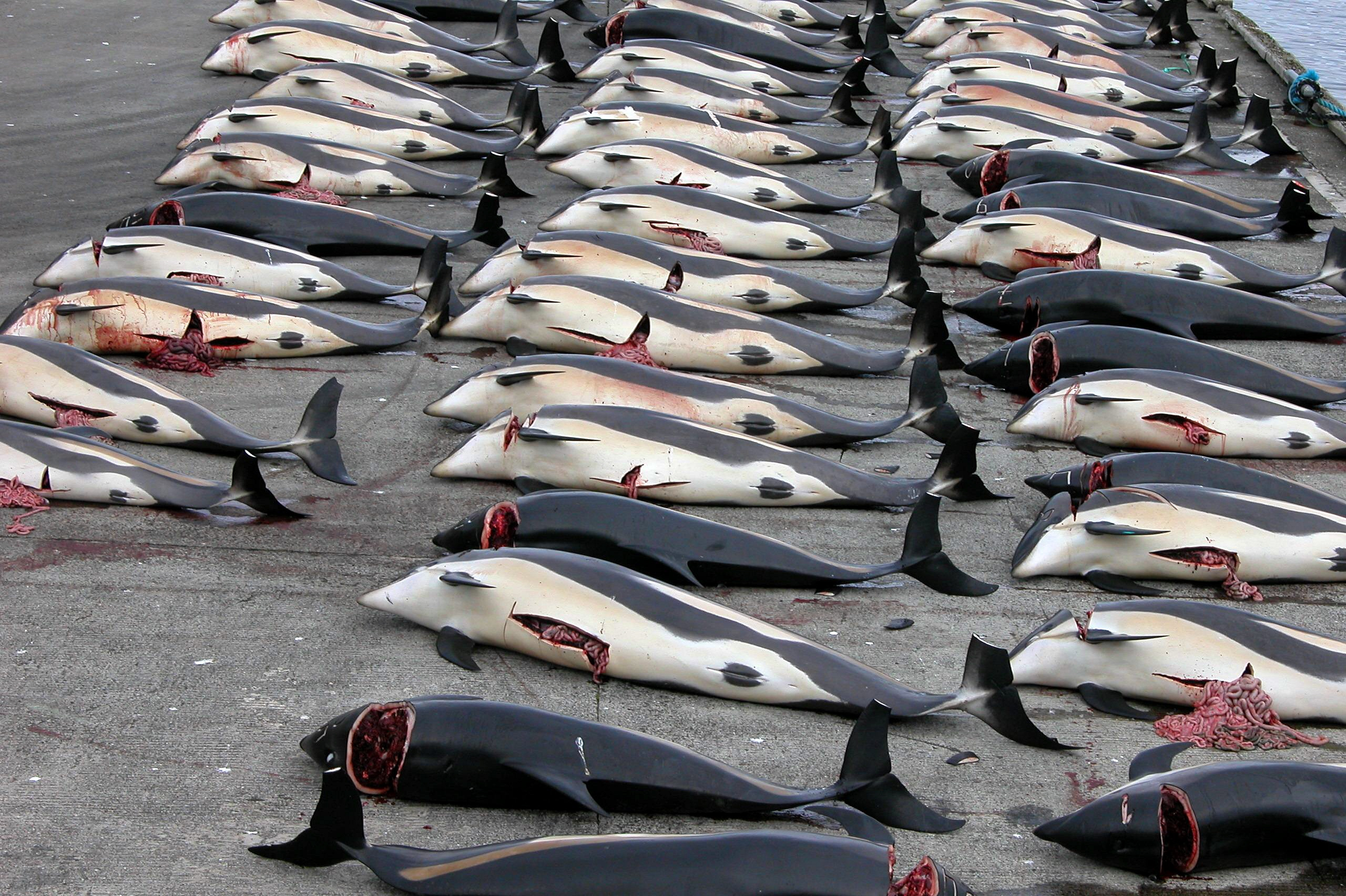
法羅群島的捕鯨活動。

捕鯨是以漫遊的鯨魚進行自由狩獵。已成為海洋保育行動最高重視的問題，因為這導致了13種鯨魚瀕臨滅絕。國際捕鯨委員會（IWC）曾為了給予恢復鯨魚的時間而設立了一項捕鯨禁令。不過根據環保組織的說法是藍鯨並還沒有恢復。有其他鯨魚數量已經急劇枯竭中。
國際捕鯨委員會並不包含任何人可忽視之禁令，並繼續他們的捕鯨正之實行三個國家：日本、冰島和挪威的禁令.。20年後，鯨魚再次處於更進一步受到危害的風險。綠色和平組織國際環境單位成立於1971年在不列顛哥倫比亞省，對捕鯨者進行抗爭，他們的活動屬非暴力性，多次涉及一個五大綠色和平組織船隻其中首次提出了知名的組織在20世紀70年代或更長時間。 2005年12月下旬，日本捕鯨船隊經歷了綠色和平組織的阻礙，並強烈的不滿，日本仍在繼續他們以商業捕鯨研究的為名 ，甚至更糟的是，綠色和平組織在南大洋鯨魚保護區為此事件鄭重的反對。他們派出志工在充氣艇取得的火線上，以進行停止捕鯨行動。
海洋守護者協會是一個環保團體中採取主動的做法，並同意使用其他活動。海洋守護者協會的會長是隊長保羅·沃森，在環境和動物權利運動的顯著身影。他是綠色和平組織的創始人之一（儘管這是由綠色和平，其中並承認以前也是一位成員是有爭議的），但後來因為策略和組織的新興官僚結構分歧而離開了。海洋守護者採用了更加激烈，被迫遵從策略比採用綠色和平組織在反對捕鯨的鬥爭。他們已經知道擊沉船隻，破壞漁網，和噴灑丁酸，具有4.8俗稱臭彈，在日本捕鯨船的pH值無害的化學物質。而海洋守護者的行為是有爭議的，他們的極端直接的操作方法有助於提高公眾認識和支持。在這樣做之時，他們以聯合國世界自然憲章，即使在個人呼籲“維護和保護自然國家管轄範圍以外的地區。” 國際捕鯨委員會不再支持，因為他們的極端行為的群體。也因為他們的信仰和活動，海洋守護已被定性為“一個積極的，有爭議的，宣傳飢渴的環境的物理襲擊捕鯨船，並一直指責生態恐怖主義的由日本政府和綠色和平組織兩個組。”然而，海洋守護者聲稱能夠有效防止捕鯨的唯一組織。 2008年動物星球開始拍攝根據這些遭遇每週電纜電視劇鯨大戰。該節目將繼續聚光燈海洋守護的反捕鯨活動。
支持捕鯨的國家認為，根據他們的道德判斷而非科學事實的意見，違背了法律的國際規則。日本和挪威兩個支持捕鯨的國家維持對象只限於捕撈到可持續的水平。日本還認為，捕鯨禁令不再需要和妥協於該國際捕鯨委員會（IWC）並停止保護鯨魚，並開始進行恢復捕鯨。這兩個國家的不滿使美國及其盟國對他們的施加制裁，試圖阻止以任何的方式捕鯨。他們認為，其他國家和組織需重視到文化及其關係的差異捕鯨業。

### 海洋保護區
雖然海洋保護區的想法是國際著名的概念，那是沒有一個國際上使用的術語。相反的，每個國家都有自己的地方名稱。海洋自然保護區、特別保護區，海洋公園都涉及到這個概念，但略有不同。一些最有名的海洋保護區是沿著西班牙的利古里亞海鯨類保護區，摩納哥和意大利的海岸，以及澳大利亞的大堡礁。世界上最大的保護區是西北夏威夷群島國家紀念碑。這些保護區的目的是提供保護的海洋的生物和非生物資源。他們創造了拯救物種、維護資源，並幫助維持魚類種群。
在海洋保護協會的積極人士爭取這項事業。他們認為，美國應該提出使用海洋保護區作為一種管理策略一致和堅定的承諾。目前，在美國的說法是不管或不必要的，當應該是他們如何能最有效的運作。積極人士在海洋保護組織至今正推行著運動名為“拯救我們的海洋遺產”，一征戰長達數幾年的努力，建立了加州海岸的海洋保護區。已計劃29個海洋保護區時，立法法案通過於1999年成立。人們希望該計劃將於2007年內完成。
有些漁民不能接受海洋保護區（MPA）的利益魚類種群和提供針對存貨崩潰的保障性。海洋保護區可能引起短期內的漁業生產虧損。然而，其中延伸了海洋保護區（MPA）進入漁業捕撈的區域，從而有利於漁業的魚，被人誤解的一些漁民的概念 。這項是那些從保育卸下捕撈，養殖場和重要魚類棲息地的眾多衍生的生態效益的簡化。